# Фофанова, Маргарита Васильевна
Маргарита Васильевна Фофанова — советский революционер, хозяйственный, государственный и политический деятель. В конспиративной квартире Фофановой на Сердобольской улице в Петрограде 7—24 октября 1917 года было последнее подпольное убежище Владимира Ленина; отсюда он в ночь с 24 на 25 октября в гриме отправился пешком в Смольный для участия в вооружённом восстании, произошедшем через сутки. 
Автор воспоминаний о Ленине.
Встречается написание фамилии М. В. Фофонова.

## Биография
Родилась в семье служащего, капитана Камского пароходства Василия Алексеевича Кириллова, 20 сентября (2 октября) 1883 года в селе Зырянка Соликамский уезд (в Союзе ССР, Соликамский район Пермская область). Член КПСС с апреля 1917 года.
Учась в женской гимназии Красноуфимска, Маргарита Кириллова примкнула к социал-демократическому кружку, которым руководил выпускник местного промышленного училища Владимир Николаевич Фофанов, на 28 лет старше Маргариты. С 1902 года — участница российского революционного движения. После окончания гимназии Маргарита Кириллова приехала на работу, помощницей учительницы и заведующей школьной библиотекой, в школу села Дворецкое. В 1903 году осенью Маргарита Васильевна за свою революционную деятельность была арестована и заключена в Пермскую тюрьму, где провела более двух лет.
В период с 1902 года — профессиональная революционерка и деятельница большевистского подполья в Перми, Архангельске (ссылка, где она вновь встретилась с В. Н. Фофановым, ставшим впоследствии её мужем), в Тверской губернии, Уфе, Крыму, Симферополе. Слушательница Высших женских сельскохозяйственных курсов имени И. Стебута (с 1910 года) в Санкт-Петербурге, депутат Петроградского совета (1917 год, от слушательниц женских курсов). Организатор спасения В. И. Ленина в 1917 году, связной В. И. Ленина с ЦК РСДРП (б), член коллегии Наркомзема, административно-хозяйственный работник в Петрограде, Москве, Крыму (с конца мая по конец августа 1921 года, в качестве члена Полномочной Комиссии ЦК ВКП(б), ВЦИК и СНК РСФСР по делам Крыма. Комиссия в составе Ш. Ибрагимова — председатель, П. Дауге от Наркомздрава и М. Фофановой от Наркомзема занималась выяснением всех проблем Крыма и его населения после Гражданской войны перед образованием Крымской АССР. С 1922 года постоянно жила в Москве.
С 1922 года по 1925 год была председателем правления и ректором Московского зоотехнического института.

Словом, я попал в великолепную школу, которую умело создала талантливый организатор Маргарита Васильевна Фофанова, та самая М. В. Фофанова, у которой в последние дни перед Великой Октябрьской социалистической революцией находился на нелегальной квартире В. И. Ленин и откуда он ушёл накануне восстания в бурлящий Смольный…— Фрагмент воспоминаний Н. И. Захарьева, учёного-зоотехника, поступившего в МВЗИ в 1922 году.
С 1926 года работа в Птицеводсоюзе, в Хлебоцентре, в Колхозцентре. С 1934 года персональный пенсионер. Деятельница революционного ветеранского движения. Делегат XXV съезда КПСС. Умерла в Москве в 1976 году. Похороненa на Новодевичьем кладбище (9 уч. 1 ряд).

## Фофанова и Ленин
7 октября 1917 года для подготовки вооружённого восстания Ленин нелегально прибыл из Выборга в Петроград и вместе с Крупской остановился в квартире своей связной, большевички Фофановой, под именем Константина Петровича Иванова, рабочего Сестрорецкого оружейного завода. 24 октября, около восьми часов вечера, Ленин вдвоём вместе с охранником Эйно Рахья пешком отправился в Смольный. Об этом историческом вечере Фофанова вспоминала: 
— Открываю квартиру — темнота. Значит, ушёл. Бросаюсь в столовую, хочу зажечь большую лампу, стекло горячее. Ну, значит, ушёл недавно. Побежала в его комнату … Потом вернулась к столу и вижу, что в моей тарелке чистой лежит записка, такая узенькая полосочка. Читаю: «Ушёл туда, куда вы не хотели, чтобы я уходил». И подписался. Какую подпись, самую любимую подпись оставил — «Ильич».
Ленин о Фофановой:

«… М. В. Фофанову я знаю как энергичную и преданную большевичку с лета 1917 года. Осенью того же года, перед Октябрём, в самые опасные времена, она меня прятала у себя на квартире.
С революции Октября 1917 года работает всё время не покладая рук. Тяжёлая болезнь дочери выбивает её совершенно из сил и из работы. …», 17 января 1922 года.— В. И. Ленин, Полное собрание сочинений, Т. 54. – с. 125.
В 1975 году 91-летняя Фофанова снялась на советском телевидении в документальном фильме «В. И. Ленин: последнее подполье», где в своей бывшей квартире на Сердобольской улице подробно и в деталях рассказала об обстоятельствах пребывания у неё Ленина в октябре 1917 года и личном бытовом общении с основателем советского государства. Премьера документального фильма состоялась в 1976 году, в марте того же года Фофанова ушла из жизни.

## Семья
- отец, Василий Алексеевич Кириллов;
- мать, Клавдия Александровна Кириллова;
- муж, Владимир Николаевич Фофанов, 1855 года рождения. Племянник актрисы Софьи Смирновой-Сазоновой
- сын, Сергей, 19?? года рождения, работал в Конструкторском бюро авиаконструктора Яковлева;
- дочь, Галя, 1907 года рождения, 1 февраля 1922 года Секретариат ЦК РКП(б) постановил направить дочь М. В. Фофановой для лечения (была больна тяжёлой формой костного туберкулёза (позвоночник)) за границу, в случае необходимости вместе с матерью. М. В. Фофанова одно время проживала в Москве по адресу: Воздвиженка, дом № 5, квартира № 31[8].

## Память
- Квартира № 41 (в наше время эта квартира значится под № 180) М. В. Фофановой в Ленинграде (Сердобольская улица, дом № 1). Здесь было последнее конспиративное убежище В. И. Ленина. В ночь с 24 на 25 октября с этой квартиры Ленин отправился в Смольный для руководства вооружённым восстанием. В 1938 году в квартире был открыт филиал музея В. И. Ленина, но после распада СССР его закрыли.[источник не указан 467 дней]
- Улица Фофановой в Ленинграде (с 1977 года по 1991 год, ныне Енотаевская улица).
- «Ленин. Последнее подполье», документальная кинолента, 1976 года.

## Киновоплощение
- 1937 — «Ленин в Октябре». В роли Анны Михайловны, хозяйки конспиративной квартиры (прообраз Фофановой) — Елена Шатрова
- 1958 — «В дни Октября». В роли Фофановой Нина Мамаева.
- 1965 — "Залп «Авроры»". В роли Фофановой Инна Кондратьева